# 木下雅楽助
木下 雅楽助（きのした うたのすけ）は、戦国時代から安土桃山時代にかけての武将。織田薩摩守、織田周防守。諱は「嘉俊」「忠頼」などがあるが確かではない。

## 生涯
尾張国の武士。系図類では父は織田刑部大輔で、織田信長の叔父・織田信次の孫に当たるとされるが、年代的に疑問視される。中川重政、津田盛月の弟にあたる。
永禄3年（1560年）5月19日、桶狭間の戦いに参加して、前哨戦で前田利家・毛利河内ら9名と共に斬穫した首を持って信長の許に参じた。
永禄4年（1561年）の森部の戦いで美濃斎藤氏家臣の長井新八郎という武将を討ち取って高名した。そしてこの頃に赤母衣衆に選抜されている。
永禄12年（1569年）8月の伊勢国大河内城の戦いでは「尺限廻番衆」を務め、菅屋長頼・塙直政・前田利家・福富秀勝・中川重政・河尻秀隆・湯浅直宗らと共に城を包囲した。だが、雅楽助はこの戦いで股を負傷したと言われる。
その後、元亀3年（1572年）8月に兄である中川重政・津田盛月らが織田家を追放処分となった一件に連座したのか、一時消息不明となるが、天正9年（1581年）の京都御馬揃えでは連枝衆の一員で織田竹千代の次に「織田周防」として参加している。
後に羽柴信吉（後の豊臣秀次）に仕え、天正12年（1584年）の小牧・長久手の戦いで三河国中入り部隊が編成された時に羽柴信吉が大将を務める第4陣に参加して徳川家康の本拠岡崎城を目指していたが、4月9日に白山林（名古屋市守山区・尾張旭市）で休息していた際に、後方から水野忠重・丹羽氏次・大須賀康高勢、側面から榊原康政勢の一斉攻撃に見舞われ信吉の隊は壊滅。この際に雅楽助は討死したという。